# Pomatoceros americanus
Pomatoceros americanus är en ringmaskart som beskrevs av Francis Day 1973. Pomatoceros americanus ingår i släktet Pomatoceros och familjen Serpulidae.
Artens utbredningsområde är Mexikanska golfen. Inga underarter finns listade i Catalogue of Life.